# Otto Uexkull
Otto Uexkull, till Kosch samt Fickel och Ass, död 1601 under marchen till Wolmar.
Han nedgjorde 1591 i Pleskowska landet, då han skulle förena sig med Claes Flemings armée, 600 Ryssar; skickades 1594 i hemlighet af Kung Sigismund ifrån Sverige till Livland; klagade 1597 att hertig Karl och riksråden hade fällt en dom emellan honom och Walter Dellwijk, varigenom han på sina gamla dagar såg sig med hustru och barn ruinerad; blev slutligen 1599 vid Narvas övergång (under Avsättningskriget mot Sigismund) av Hertigens folk tillfångatagen.

## Familj
Gift l) med Margaretha Ottosdotter von Gilsen, gift 2) med Anna Maidel
Barn
1. Otto von Yxkull, till Felks. Ass och Wahast, (båda också i Estland) Lantråd, död efter 1643.
2. Dottern Hildegard von Uexkull var gift med Otto Uexkull, till Felks samt Ass.